# Ferritina

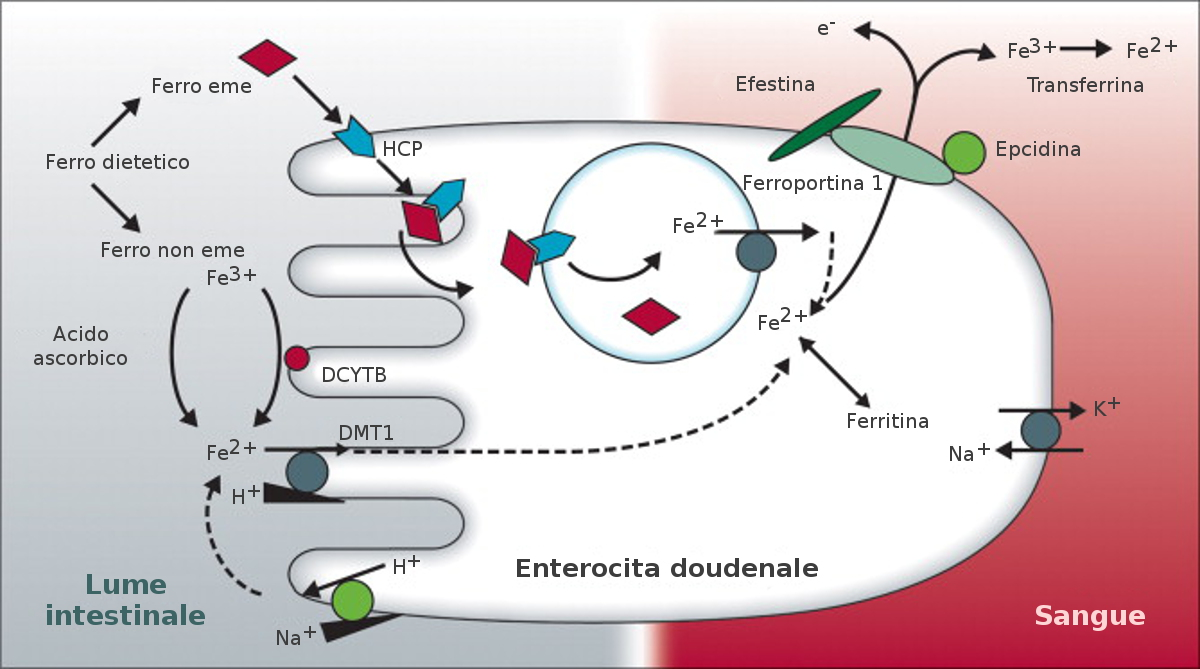
Metabolismo del ferro

La ferritina è una proteina globulare codificata dal gene FTH1, e si trova principalmente nel fegato, nella milza, nel midollo osseo e nei tessuti scheletrici. Può contenere fino a circa 4.500 ioni di ferro (in stato di ossidazione Fe3+) in una struttura a nanogabbie composta da 24 identiche subunità. È la principale proteina coinvolta nell'immagazzinamento del ferro.

## Struttura

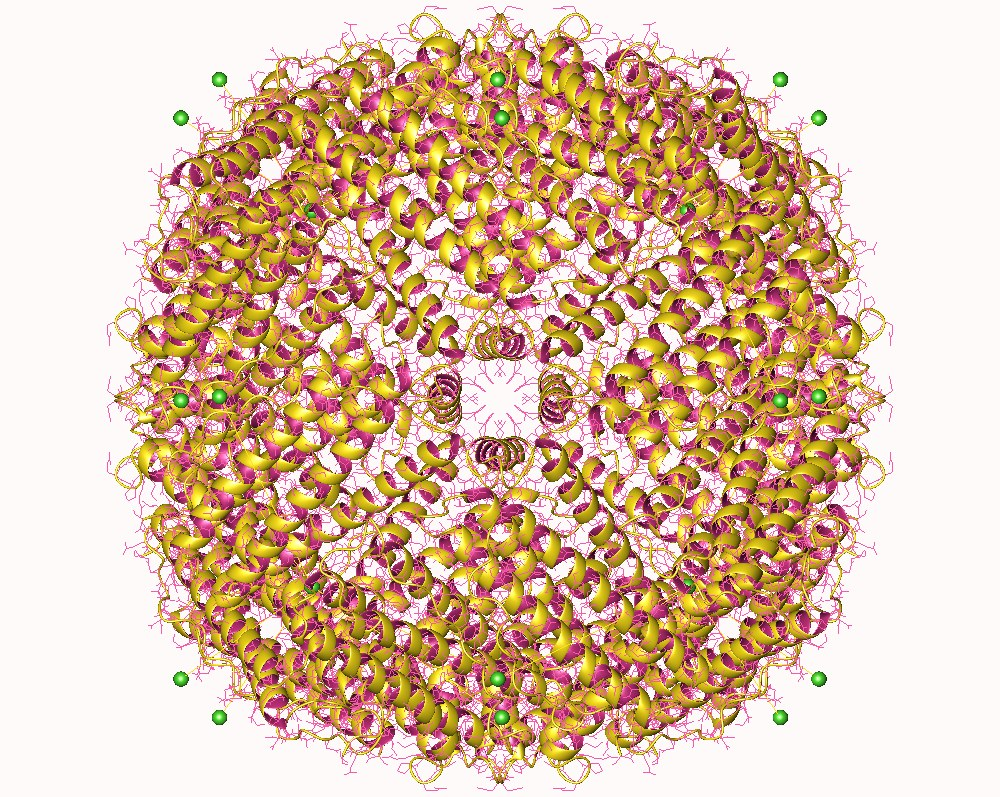
Ferritina H homo24mer, Human

La ferritina è una proteina globulare dal diametro di 13 nm con un nucleo di 6 nm in cui è contenuto il ferro. All'interno della struttura a pori della ferritina, gli ioni ferro rimangono intrappolati e formano il minerale ferridrite [FeO(OH)]8[FeO(H2PO4)] insieme a fosfati e ioni idrossido. Nella ferritina, il ferro è rinchiuso all'interno in un guscio proteico, l'apoferritina, che può captare il Fe2+ (ione ferroso) e ossidarlo affinché venga depositato come Fe3+(ione ferrico). Alcune forme della ferritina nei vertebrati sono etero-oligomeri di due prodotti genici altamente correlati con proprietà fisiologiche leggermente differenti. 
Il rapporto fra le due proteine omologhe nel complesso dipende dal livello relativo di espressione dei due geni. Le subunità che compongono la struttura hanno un peso molecolare di 19 KDa (catena leggera L) e 21 KDa (catena pesante H). Il rapporto tra quantità di catene H e L varia a seconda del tessuto di provenienza della ferritina. La preponderanza di catene leggere L è tipica delle macromolecole con ampia funzione di deposito mentre quelle con preponderanza di catene H presentano una maggiore capacità di tamponamento dei radicali liberi citoplasmatici con conseguente limitazione del danno intracellulare. La ferritina può essere glicosilata prima di essere rilasciata in circolo (GF). Generalmente la quota glicosilata è presente in circolo in una percentuale che oscilla tra il 50 e l'80 percento. Di norma, alla nascita, i valori della ferritina nel corpo umano sono lievemente più elevati; il neonato può avere valori compresi tra 25 a 200 ng/mL, che possono innalzarsi già dal primo mese fino a 600 ng/mL, per poi ridiscendere nel corso dell'adolescenza. I valori normali nell'uomo vanno da 20 a 300 ng/mL, mentre nella donna da 12 a 150 ng/mL.

## Interpretazione valori
Un incremento della ferritina sierica si può verificare anche nel corso di malattie infettive, processi infiammatori acuti e cronici, neoplasie, abuso di alcool, necrosi epatocellulare oppure, per brevi periodi di tempo, da associare ad alimentazioni ricche di ferro, in particolare con consumo di carni rosse.
Alcuni esempi di valori normali secondo le età della vita (μg/L = microgrammi/litro):
- lattanti fino a 1 anno, indipendentemente dal sesso: 80 µg/L,
- bambini fino ai 10 anni sia maschi sia femmine: 55 µg/L,
- ragazzi fino ai 20 anni: maschi: 100 µg/L, femmine: 40 µg/L,
- adulti fino a 50 anni: maschi 300 µg/L, femmine: 100 µg/L,
- adulti oltre 50 anni: maschi 300 µg/L, femmine: 200 µg/L.